# Midnight Oil
Midnight Oil er en rockgruppe fra Australien, der oprindeligt blev dannet i 1972 under navnet Farm, men ændrede i 1976 navnet til det nuværende. Gruppen er kendt for de politiske budskaber i sangene, hvilket blandt andet kommer til udtryk på den kendte single "Beds Are Burning" (1987), der handler om levevilkårene for Australiens aboriginals.

## Diskografi
- Place without a postcard (1981)
- 20000 Watt r.S.L. (1982)
- 10,9,8,7,6,5,4,3,2,1 (1982)
- Scream in blue-live (1982)
- Red sails in the sunset (1984)
- Diesel and dust (1987)
- Blue sky mining (1990)
- Earth and sun and moon (1993)
- Breathe (1996)
- Redneck wonderland (1998)
- The real thing (2000) (livealbum)
- Capricornia (2003)
- The Makarrata Project (2020)
- Resist (2022)